# Endre Sós
Endre Sós (n. 18 iulie 1905, Budapesta, Austro-Ungaria – d. 12 iulie 1969, Budapesta, Republica Populară Ungară) a fost un scriitor, critic literar și eseist maghiar de origine evreiască.

## Opere
- 1924 A szimbolizmus az irodalomban (Simbolismul în litratură) - volum de eseuri
- 1931 Mi lesz Európával? (Ce se va întâmpla cu Europa?) - volum de studii
- 1939 Porszem és óriás (Firul de praf și uriașul) - volum de poezii
- 1941 Zsidók a magyar városokban (Evrei în orașele Ungariei) - sociografie
- 1943 A zsidók útja a kálvinista Rómában (Debrecen) (Calea evreilor din Roma calvinistă (Debrețin)) - sociografie
- 1943 A nagyváradi zsidók útja (Calea evreilor din Oradea)
- 1947 A nagyváros írói (Scriitorii metropolelor)
- 1948 Európai fasizmus és antiszemitizmus. Az üldözések kora (Fascismul și antisemitismul european. Epoca prigoanelor) - volum de istorie contemporană
- 1949 Georges Politzer. A francia ellenállás harcos filozófusa (Georges Politzer. Filosoful militant al rezistenței franceze)
- 1952 Zola - biografie romanțată
- 1955 Cervantes - biografie romanțată
- 1957 Aki az égtől elragadta a villámot (Cel care a smuls fulgerul din ceruri) - biografia romanțată al lui Benjamin Franklin
- 1962 Tanúvallomás. Cikkek, emlékezések (Mărturii. Articole, memorii)
- 1964 Thomas és Heinrich Mann (Thomas și Heinrich Mann), scris în colaborare cu Magda Vámos - volum de studii literare
- 1965 Felvillanó arcok. Arcképek, emlékezések (Chipuri rememorate. Portrete, memorii)